# Eiland (Groningen)

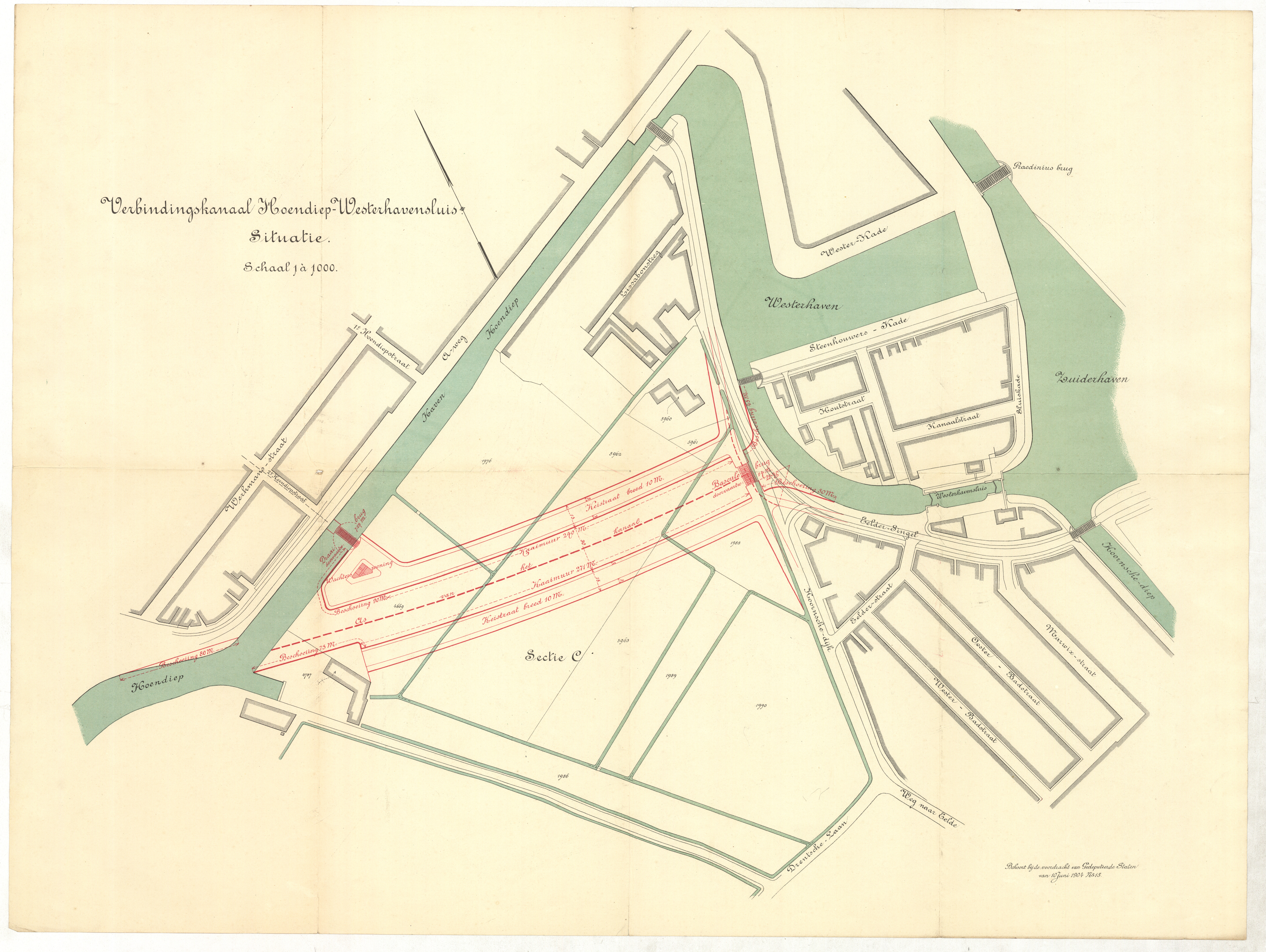
het eiland herkenbaar op de ontwerptekening van het Eendrachtskanaal

Het Eiland is een klein gebied in de Nederlandse stad Groningen dat in 1864 ontstond door de aanleg van een kort kanaal tussen de Zuiderhaven en de Westerhaven. Het was daarna geheel omsloten door water tot de demping van de Westerhaven in 1962.
Het eiland is omsloten door de Steenhouwerskade, de Sluiskade, het Eendrachtskanaal en de (straat) Westerhaven. Op het Eiland lagen tot omstreeks 1970 de Sluisstraat, de Houtstraat en de Kanaalstraat. Door de bouw van een appartementencomplex dat bijna het gehele gebied inneemt, waarbij alle woningen een adres aan de Steenhouwerskade hebben, zijn deze stratennamen verdwenen.
Hoewel het eiland niet meer als zodanig herkenbaar is, wordt het gebied nog steeds zo aangeduid. Wie van de Eeldersingel over de Westerhavensluis gaat, "gaat naar het eiland".

## Schiermonnikoog
Schiermonnikoog wordt in het Gronings ook wel aangeduid als het Eiland (t Ailaand). Soms als grappig bedoelde vakantiebestemming, omdat de uitspraak veel lijkt op Thailand.